# Elise Heß
Elise Heß (* 9. Dezember 1898 in Biberach; † 9. Mai 1987 in Gundelsheim) war eine deutsche Hebamme und Sozialdemokratin. Sie war im Widerstand gegen die Nationalsozialisten tätig.

## Leben
Elise Heß war eine Tochter des Maurermeisters Heinrich Senghaas, der von 1925 bis 1933 Vorsitzender des SPD-Ortsvereins in Biberach war und von 1908 bis 1933 dem Gemeinderat angehörte.
Sie war mit Robert Heß verheiratet und von 1924 bis 1959 Hebamme in ihrem Geburtsort Biberach. In dieser Zeit leistete sie mehr als 1500-mal Geburtshilfe. Ab 1932 war sie auch für die Gemeinden Bonfeld und Fürfeld zuständig, weshalb sie sich als erste Frau in Biberach ein Auto zulegte. 
Nachdem sie nach der Machtergreifung von Kindern, die Hakenkreuzfahnen trugen, als „Rote“ mit Dreck beworfen worden war und sich gewehrt hatte, wurde sie von 40 Mitgliedern der SA aufgesucht; im Dialog mit diesen äußerte sie unter anderem, sie lasse sich „nicht mit Dreckbollen beschmeißen von den Kindern,“ die sie auf die Welt gebracht habe. Elise Heß nahm gegen die Nationalsozialisten Stellung und verteilte unter anderem Flugblätter. Ihr Mann Robert Heß, der Nachfolger seines Schwiegervaters im Gemeinderat war, legte seine Ratsfunktion nieder, nachdem er gehört hatte, dass in Neckargartach SPD-Mitglieder von Nationalsozialisten die Rathausstiege hinuntergeworfen worden waren; als Begründung gab er gegenüber dem Bürgermeister an, das Biberacher Rathaus habe eine steile Stiege. Nach der Verhaftung Fritz Ulrichs holte Robert Heß mit zwei Helfern Bücher und Möbel aus dessen Wohnung, um sie in Biberach in Sicherheit zu bringen, ebenso wurden Materialien des Widerstandes von Heidelberg über Wimpfen und Biberach nach Heilbronn geschmuggelt.
Nach Elise Heß ist seit 1994 die Elise-Heß-Straße in Biberach benannt.